# A félszemű seriff
A félszemű seriff (eredeti cím angolul: True Grit) 1969-ben bemutatott amerikai westernfilm. A főszereplő John Wayne, aki a filmbeli alakításáért Oscar- és Golden Globe-díjat is kapott.

## Cselekmény
A házsártos Roostert felbéreli egy konok fiatal lány (Kim Darby), hogy felkutassa azt a férfit, aki megölte a lány apját, és kereket oldott a családi vagyonnal. Amikor Cogburn megbízója ragaszkodik ahhoz, hogy csatlakozik a vén revolverhőshöz, szikrázik a levegő kettejük közt. És a helyzet zűrösből katasztrofálissá fokozódik, amikor a tapasztalatlan de lelkes texasi lovas csendőr (Glen Campbell) is beszáll a buliba.

## Szereplők
| Szereplő                           | Színész            | Magyar hang                             | Magyar hang                                                          | Magyar hang       | Magyar hang   |
| Szereplő                           | Színész            | 1. szinkron (Pannónia Filmstúdió, 1970) | 2. szinkron (Magyar Szinkron- és Videovállalat, 1989 és 1992 között) | 3. szinkron (HBO) | 4. szinkron   |
| ---------------------------------- | ------------------ | --------------------------------------- | -------------------------------------------------------------------- | ----------------- | ------------- |
| Reuben J. `Rooster` Cogburn seriff | John Wayne         | Képessy József                          | Mádi Szabó Gábor                                                     | Sinkovits Imre    | Kránitz Lajos |
| La Boeuf                           | Glen Campbell      | Ujréti László                           | Hegedűs D. Géza                                                      | ?                 | ?             |
| Mary Ross                          | Kim Darby          | Andai Katalin                           | Csellár Réka                                                         | ?                 | ?             |
| Emmett Quincy                      | Jeremy Slate       | ?                                       | Gruber Hugó                                                          | ?                 | ?             |
| Ned Pepper                         | Robert Duvall      | Fülöp Zsigmond                          | Kiss Gábor                                                           | ?                 | ?             |
| Moon                               | Dennis Hopper      | ?                                       | Sörös Sándor                                                         | ?                 | ?             |
| Mr. Goudy, védőügyvéd              | Alfred Ryder       | Szabó Gyula                             | Beregi Péter                                                         | ?                 | ?             |
| G. Stonehill ezredes               | Strother Martin    | ?                                       | Makay Sándor                                                         | ?                 | ?             |
| Tom Chaney                         | Jeff Corey         | ?                                       | Dobránszky Zoltán                                                    | ?                 | ?             |
| Boots Finch kapitány               | Ron Soble          | Verebély Iván                           | Balázsi Gyula                                                        | ?                 | ?             |
| Daggett ügyvéd                     | John Fiedler       | ?                                       | Cs. Németh Lajos                                                     | ?                 | ?             |
| Parker bíró                        | James Westerfield  | ?                                       | Bodor Tibor                                                          | ?                 | ?             |
| Seriff                             | John Doucette      | ?                                       | Tolnai Miklós                                                        | ?                 | ?             |
| Barlow                             | Donald Woods       | ?                                       | ?                                                                    | ?                 | ?             |
| Mrs. Floyd                         | Edith Atwater      | ?                                       | Kassai Ilona                                                         | ?                 | ?             |
| Piszkos Bob                        | Carlos Rivas       | ?                                       | ?                                                                    | ?                 | ?             |
| Mrs. Bagby                         | Isabel Boniface    | ?                                       | ?                                                                    | ?                 | ?             |
| Chen Lee                           | H.W. Gim           | ?                                       | ?                                                                    | ?                 | ?             |
| Frank Ross                         | John Pickard       | ?                                       | Kristóf Tibor                                                        | ?                 | ?             |
| Mrs. Ross                          | Elizabeth Harrower | ?                                       | Bessenyei Emma                                                       | ?                 | ?             |
| Yarnell                            | Ken Renard         | ?                                       | ?                                                                    | ?                 | ?             |
| Harold Parmalee                    | Jay Ripley         | ?                                       | ?                                                                    | ?                 | ?             |
| Farrell Parmalee                   | Kenneth Becker     | ?                                       | ?                                                                    | ?                 | ?             |
| Helyettes                          | Myron Healey       | ?                                       | Rajhona Ádám                                                         | ?                 | ?             |
| Parker bíró törvényszolgája        | James McEachin     | ?                                       | Haás Vander Péter                                                    | ?                 | ?             |
| Törvényszolga                      | Dennis McMullen    | ?                                       | Várkonyi András                                                      | ?                 | ?             |
| McAlester                          | Stuart Randall     | ?                                       | Kardos Gábor                                                         | ?                 | ?             |

## Díjak és jelölések
Oscar-díj
- díj: legjobb férfi főszereplő – John Wayne
- jelölés: legjobb zene (dal)

Golden Globe-díj
- díj: a legjobb férfi főszereplő – filmdráma – John Wayne
- jelölés: az év férfi színész felfedezettje – Glen Campbell
- jelölés: legjobb eredeti betétdal